# Karabelki
Karabelki (lit. Karabelkai) − miejscowość na Litwie, w rejonie wileńskim, 3 km na północny zachód od Awiżenii, zamieszkana przez 13 ludzi.
W II Rzeczypospolitej zaścianek Karabelki należał do powiatu wileńsko-trockiego w województwie wileńskim.